# Artal III de Pallars Sobirá
Artal III de Pallars Sobirá (?-1167?) fue conde de Pallars Sobirá (¿1124-1167?) y III señor de Alagón por matrimonio con Ximena Pérez de Alagón.

## Orígenes familiares
Era hijo del conde Artal II de Pallars Sobirá.

## Nupcias y descendencia
Se casó en primeras nupcias con una doncella llamada Agnés y de la que tuvo estos hijos:
- Artal (?-1182), conde de Pallars Sobirá
- Agnés, casada con Ramón, señor de Erill

En 1135 se casó con Ximena Pérez de Alagón, por lo que también es conocido como Artal I de Alagón. De este matrimonio nació:
- Palacín I, señor de Alagón

Murió alrededor de 1167 y fue sucedido por su hijo mayor, Artal IV de Pallars Sobirá.